# Europese kampioenschappen indooratletiek 1973
De Europese kampioenschappen indooratletiek 1973 werden van 10 tot en met 11 maart 1973 gehouden in Rotterdam Ahoy in de Nederlandse stad Rotterdam. Het was de eerste maal dat de kampioenschappen in Nederland gehouden werden.

## Medailles

### Mannen
| Onderdeel            | Goud                                                                              | Goud    | Zilver                                                                 | Zilver  | Brons                                                              | Brons   |
| -------------------- | --------------------------------------------------------------------------------- | ------- | ---------------------------------------------------------------------- | ------- | ------------------------------------------------------------------ | ------- |
| 60 m                 | Zenon Nowosz Polen                                                                | 6,64    | Manfred Kokot Oost-Duitsland                                           | 6,66    | Raimo Vilén Finland                                                | 6,71    |
| 400 m                | Luciano Sušan Joegoslavië                                                         | 46,38   | Benno Stops Oost-Duitsland                                             | 47,31   | Dariusz Podobas Polen                                              | 47,40   |
| 800 m                | Francis Gonzalez Frankrijk                                                        | 1:49,17 | Gerhard Stolle Oost-Duitsland                                          | 1.49,32 | Jozef Plachý Tsjecho-Slowakije                                     | 1.49,50 |
| 1500 m               | Henryk Szordykowski Polen                                                         | 3.43,01 | Herman Mignon België                                                   | 3.43,16 | Klaus-Peter Justus Oost-Duitsland                                  | 3.43,36 |
| 3000 m               | Miel Puttemans België                                                             | 7.44,51 | Willy Polleunis België                                                 | 7.51,86 | Pekka Päivärinta Finland                                           | 7.52,79 |
| 60 m horden          | Frank Siebeck Oost-Duitsland                                                      | 7,71    | Adam Galant Polen                                                      | 7,76    | Thomas Munkelt Oost-Duitsland                                      | 7,81    |
| 4 × 340 m estafette  | Frankrijk Lucien Sainte-Rose Patrick Salvador Francis Kerbiriou Lionel Malingre   | 2.46,00 | West-Duitsland Falko Geiger Karl Honz Ulrich Reich Hermann Köhler      | 2.46,42 |                                                                    |         |
| 4 × 860 m estafette  | West-Duitsland Reinhold Soyka Josef Schmid Thomas Wessinghage Paul-Heinz Wellmann | 6.21.58 | Tsjecho-Slowakije Ivan Kováč Jozef Samborský Jozef Plachý Ján Šišovský | 6.21,60 | Polen Krzysztof Linkowski Lesław Zając Czesław Jursza Henryk Sapko | 6.26,95 |
| Verspringen          | Hans Baumgartner Oost-Duitsland                                                   | 7,85    | Max Klauss West-Duitsland                                              | 7,83    | Grzegorz Cybulski Polen                                            | 7,81    |
| Hink-stap-springen   | Carol Corbu Roemenië                                                              | 16,80   | Michał Joachimowski Polen                                              | 16,75   | Mikhail Bariban Sovjet-Unie                                        | 16,38   |
| Hoogspringen         | István Major Hongarije                                                            | 2,20    | Jiří Palkovský Tsjecho-Slowakije                                       | 2,20    | Vasilios Papadimitriou Griekenland                                 | 2,17    |
| Polsstokhoogspringen | Renato Dionisi Italië                                                             | 5,40    | Gerd Lochmann West-Duitsland                                           | 5,35    | Jean-Michel Bellot Frankrijk                                       | 5,30    |
| Kogelstoten          | Jaroslav Brabec Tsjecho-Slowakije                                                 | 20,29   | Gerd Lochmann Oost-Duitsland                                           | 20,12   | Jaromír Vlk Tsjecho-Slowakije                                      | 19,68   |

### Vrouwen
| Onderdeel           | Goud                                                                          | Goud    | Zilver                                                                   | Zilver  | Brons                                                                       | Brons   |
| ------------------- | ----------------------------------------------------------------------------- | ------- | ------------------------------------------------------------------------ | ------- | --------------------------------------------------------------------------- | ------- |
| 60 m                | Annegret Richter West-Duitsland                                               | 7,27    | Petra Vogt Oost-Duitsland                                                | 7,29    | Sylviane Telliez Frankrijk                                                  | 7,32    |
| 400 m               | Verona Bernard Verenigd Koninkrijk                                            | 53,04   | Waltraud Dietsch Oost-Duitsland                                          | 53,35   | Renate Siebach Oost-Duitsland                                               | 53,49   |
| 800 m               | Stefka Yordanova Bulgarije                                                    | 2.02,65 | Elfi Rost Oost-Duitsland                                                 | 2.02,83 | Elżbieta Skowrońska Polen                                                   | 2.02,90 |
| 1500 m              | Ellen Tittel West-Duitsland                                                   | 4.16,17 | Tonka Petrova Bulgarije                                                  | 4.17,20 | Iris Claus Oost-Duitsland                                                   | 4.21,49 |
| 60 m horden         | Annerose Fiedler Oost-Duitsland                                               | 8,02    | Valeria Bufanu Roemenië                                                  | 8,016   | Teresa Nowak Polen                                                          | 8,23    |
| 4 × 170 m estafette | West-Duitsland Christiane Krause Annegret Richter Ingeborg Helten Rita Wilden | 1.21,15 | Oostenrijk Brigitte Haest Christa Kepplinger Carmen Mähr Karoline Käfer  | 1.23,33 |                                                                             |         |
| 4 × 340 m estafette | West-Duitsland Dagmar Jost Erika Weinstein Annelie Wilden Gisela Ellenberger  | 3.10,85 | Frankrijk Colette Besson Chantal Jouvhomme Chantal Leclerc Nicole Duclos | 3.11,20 | Polen Danuta Manowiecka Marta Skrzypińska Krystyna Kacperczyk Danuta Piecyk | 3.11,65 |
| Verspringen         | Diana Yorgova Bulgarije                                                       | 6,45    | Jarmila Nygrýnová Tsjecho-Slowakije                                      | 6,30    | Mirosława Sarna Polen                                                       | 6,15    |
| Hoogspringen        | Yordanka Blagoeva Bulgarije                                                   | 1,92    | Rita Gildemeister Oost-Duitsland                                         | 1,86    | Milada Karbanová Tsjecho-Slowakije                                          | 1,86    |
| Kogelstoten         | Helena Fibingerová Tsjecho-Slowakije                                          | 19,08   | Ludwika Chewińska Polen                                                  | 18,29   | Antonina Ivanova Sovjet-Unie                                                | 18,25   |

1970 ·
1971 ·
1972 ·
1973 ·
1974 ·
1975 ·
1976 ·
1977 ·
1978 ·
1979 ·
1980 ·
1981 ·
1982 ·
1983 ·
1984 ·
1985 · 
1986 · 
1987 · 
1988 · 
1989 · 
1990 · 
1992 · 
1994 · 
1996 · 
1998 · 
2000 · 
2002 · 
2005 · 
2007 · 
2009 ·
2011 ·
2013 ·
2015 ·
2017 ·
2019 ·
2021 ·
2023 ·
2025 ·
2027
Belgische medaillewinnaars · Nederlandse medaillewinnaars